# Giacomo Isolani
Giacomo Isolani (anche Iacopo) (Bologna, 1360 – Milano, 9 febbraio 1431) è stato un cardinale italiano, detto il Cardinale di Sant'Eustachio.

## Biografia
Era il secondogenito di Giovanni degli Isolani, gonfaloniere di giustizia, che fu decapitato nel 1389, e di Marzia Alidosi, dei signori di Imola. I suoi due altri fratelli furono Giovanna e Lodovico, ambasciatore papale e gonfaloniere di giustizia. Suo parente, da parte di madre, fu il cardinale Guido Pepoli.
Studente presso l'Università di Bologna, si laureò in utroque iure.
Si avviò in principio alla carriera militare e nel 1378 si sposò con Bartolomea Ludovisi, che gli diede quattro figli: Marzia, Giovanni, Agostino e Margherita; la moglie morì nel 1405. Professore di legge fin dal 1383 presso l'Università di Bologna, quando il padre fu decapitato per tradimento, le sue proprietà furono confiscate ed anche lui dovette andare in esilio fino al 1398.
Fu professore all'Università di Pavia nel 1405 e, dopo la morte della moglie, decise di farsi sacerdote. Il 22 maggio 1405 fu nominato nunzio apostolico presso il  re Ladislao I di Napoli. Nel 1409 prese parte  Concilio di Pisa. Fu un sostenitore dell'antipapa Giovanni XXIII, che lo nominò suo nunzio per il recupero delle terre della chiesa, che erano state occupate da singoli condottieri: ad esempio, il 13 agosto 1410 fu inviato a questo scopo a Forlì, città allora molto turbolenta.
Il 18 novembre 1413 fu creato pseudocardinale diacono con il titolo di Sant'Eustachio. Nel 1414 fu legato per la provincia del Patrimonio di San Pietro. Il 9 settembre 1414 fu nominato vicario dell'antipapa a Roma, quando il suo predecessore lasciò la città; tra il giugno e il settembre 1417 il vicario dovette cercare rifugio in Castel Sant'Angelo durante l'assedio di Braccio da Montone. Essendo assediato, non riuscì a partecipare al conclave del 1417, che elesse il nuovo papa Martino V e che chiuse lo scisma d'Occidente. Optò per la diaconia di Santa Maria Nuova nel 1420.
Nel 1420 divenne amministratore apostolico della diocesi di Melfi; occupò la carica fino al 24 gennaio 1425.
Nel 1424 fu nominato legato a Perugia; il 15 novembre 1424 fu nominato governatore di Genova dal duca di Milano e ricoprì la carica per cinque anni. Fu legato di papa Eugenio IV in Francia nel 1430.
Morì il 9 febbraio 1431 nei pressi di Milano durante il suo viaggio di ritorno dalla Francia. Fu sepolto nella basilica di Sant'Ambrogio.